# Saturday goes on
Saturday goes on（サタデー・ゴーズ・オン）は、2009年10月3日から2013年9月28日までTOKYO FMで放送されていた土曜早朝の番組。放送時間は毎週土曜日5:00 - 7:25（番組終了時点）。

## 概要
前番組はゴルフエンターテイメントプログラムMOVING SATURDAY（ムーサタ）。
前の番組と比べると、ゴルフ色がかなり薄れた代わりに、天気予報や交通情報などが強化され、レジャー情報番組となっている。

## パーソナリティ
- 2011.04 - 2013.09　菊地浬
- 2009.10 - 2011.03　村田睦（2011年3月12日は東北地方太平洋沖地震の続報を報じるため村田が担当、また3月19日・26日は大沢陽子が担当したため12日をもって降板）

## 放送時間
- 2013.04.06-2013.09.28…毎週土曜日 5:00 - 7:25
- 2012.10-2013.03…毎週土曜日 5:00 - 6:50
- 2011.10-2012.09…毎週土曜日 5:00 - 7:30
- 2009.10-2011.09…毎週土曜日 5:00 - 7:00

## タイムテーブル（番組終了時）
- 5:00 オープニング
- 5:06 TOKYO FM NEWS・Weather Information
- 5:20 TOKYO FM トラフィックレポート
- 5:40 TOKYO FM トラフィックレポート
- 5:55 TOKYO FM トラフィックレポート
- 5:56 Weather Information
- 6:06 TOKYO FM NEWS
- 6:23 TOKYO FM トラフィックレポート
- 6:35 藤井誠のゴルフワンダーランド
- 6:50 TOKYO FM トラフィックレポート
- 7:20 エンディング